# Schiebedach

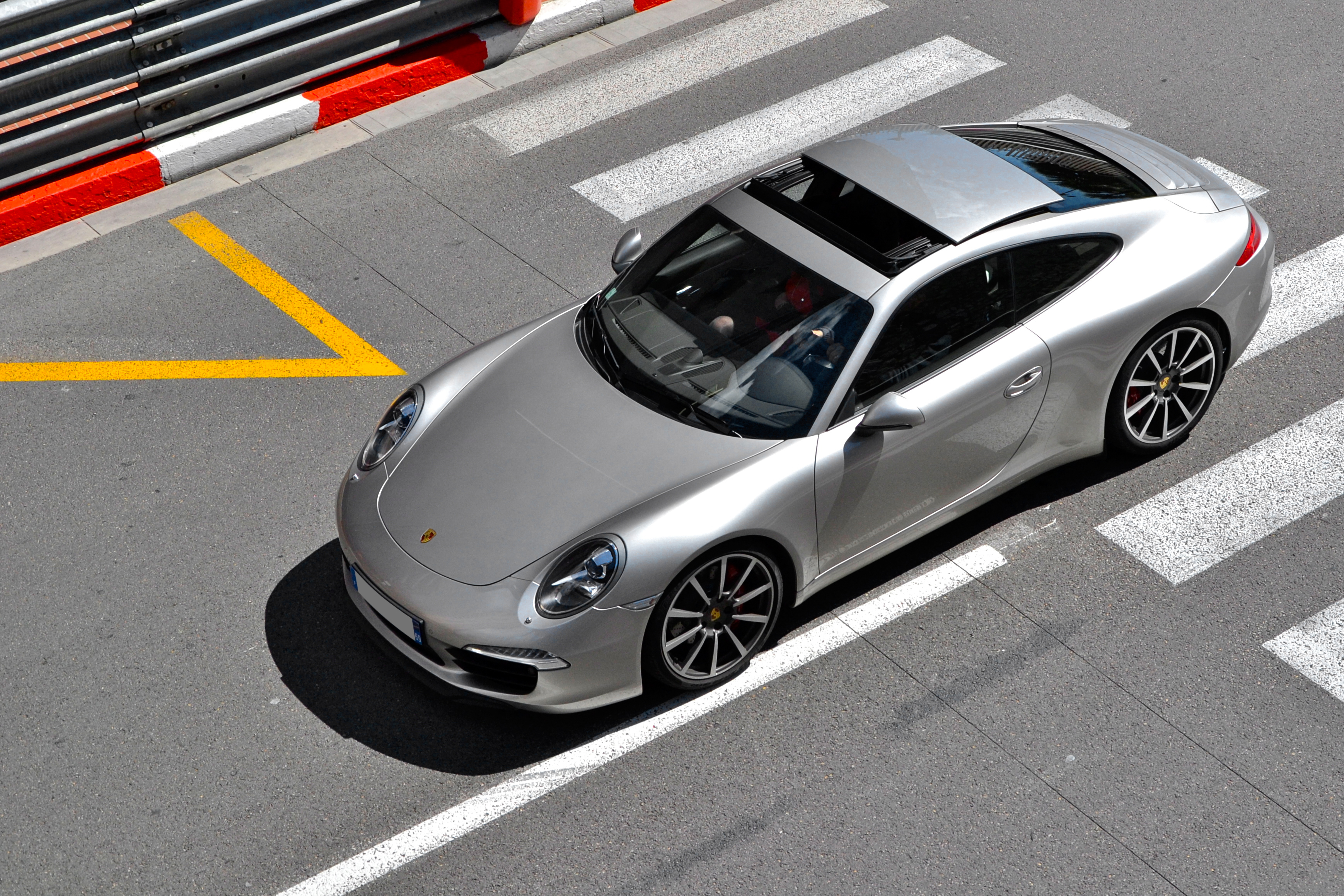
Spoilerdach des Porsche 911 Carrera (991)

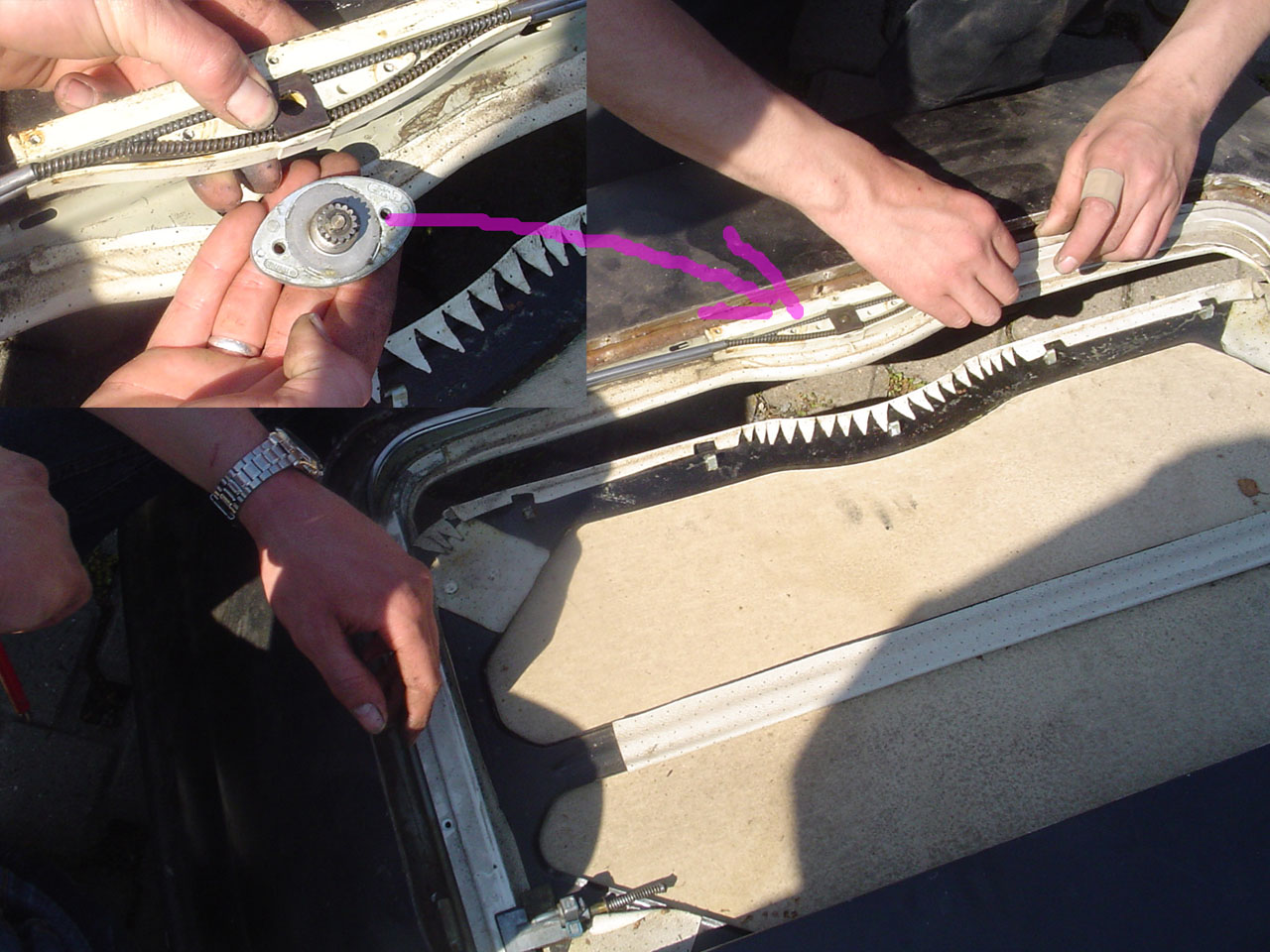
Schiebedachmechanik des VW Käfer

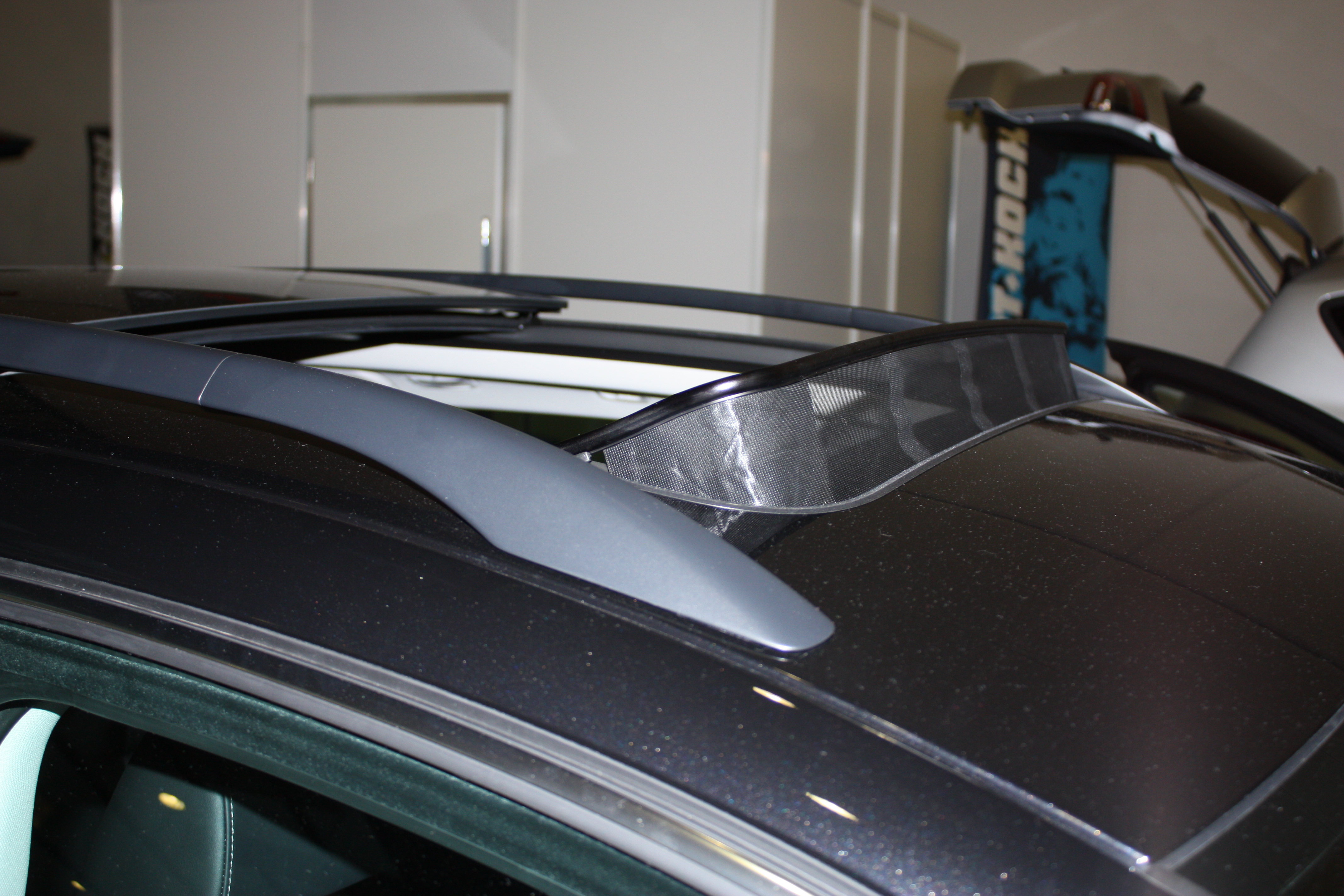
Windabweiser am Schiebedach

Der Begriff Schiebedach benennt meist ein Dachöffnungssystem für Kraftfahrzeuge. Schiebedächer gibt es auch über Stadien (Fußballplätzen, Tennishallen und Ähnliches), Schwimmbädern (zum Beispiel dem Gellértbad in Budapest, eröffnet 1918) und an bzw. über anderen Bauwerken. 
Ein Auto-Schiebedach besteht in der Regel aus einem Glasdeckel, einem Sonnenschutz und einem elektrischen Antrieb. Bei Fahrzeugen aus der Mitte des 20. Jh. gab es als Sonderausstattung das Stahlschiebedach oder das Faltdach, die über eine ausklappbare Kurbel geöffnet und geschlossen wurden. Der elektrische Antrieb betätigt dabei über drucksteife Kabel eine Mechanik, die den Deckel und teilweise auch den Sonnenschutz bewegt. Schiebedächer müssen den Sicherheitsstandards von PKW genügen und dürfen das Crash-Verhalten nicht beeinträchtigen. 

## Größere Schiebedächer
Bei Großdächern werden oft zwei oder mehr synchronisierte elektrische Antriebe benutzt, um den gewünschten Verdeckeffekt zu erzielen. Für private oder Volkssternwarten ist – statt einer aufwendigen Kuppel – eine niedrige Hütte mit Schiebedach die einfachste Lösung, in der auch größere Amateurteleskope noch Platz finden.
Als Stand der Technik gelten folgende Schiebedachsysteme:
- Schiebedach – Ein Dachsystem, bei dem der Deckel unter die Dachhaut bewegt und dann zurückgeschoben wird, damit eine Öffnung entsteht
- Hubdach – Ein Hubdach lässt sich hinten anheben, wodurch eine kleine Öffnung entsteht. Es schützt vor Zugluft, Regen und Sonne.
- Spoilerdach – Ein Dachsystem, bei dem der Deckel über die Dachhaut bewegt wird
- Großdachsystem – Einige Mehrdeckelsysteme, die die vorgenannten Varianten benutzen können
- Modulsystem – Ein Schiebedachsystem, das zum Beispiel mit dem Dach als Komplettsystem in das Fahrzeug eingebaut wird
- Faltdachsystem – Ein textiles Dachsystem, nicht zu verwechseln mit einem Cabrioverdeck
- Rolldachsystem – Ein textiles Dachsystem, die Dachplane wird allerdings gerollt.
- Lamellendachsystem – Ein aus mehreren kleinen Glas- oder Blechlamellen bestehendes System.

## Trivia
Als weltgrößtes Auto-Schiebedach gilt das des Cadillac SRX. 